# Metacyrba
Metacyrba F. O. P.-Cambridge, 1901 è un genere di ragni appartenente alla famiglia Salticidae.

## Etimologia
Il nome è composto dal prefisso greco μετά, metà, che significa "dopo", "in seguito" e dal genere Cyrba Simon, 1876, con cui condivide vari caratteri.

## Distribuzione
Le sei specie oggi note di questo genere sono diffuse nelle Americhe: una specie, la M. insularis è endemica delle isole Galápagos e la M. pictipes lo è dell'isola di Hispaniola.

## Tassonomia
Questo genere è stato rimosso dalla sinonimia con Fuentes Peckham & Peckham, 1894 a seguito di un lavoro dell'aracnologo Barnes del 1958; è anche considerato un sinonimo anteriore di Parkella Chickering, 1946 da un recente studio dell'aracnologo Edwards del 2006.
A dicembre 2010, si compone di sei specie e una sottospecie:
- Metacyrba floridana Gertsch, 1934 — USA
- Metacyrba insularis (Banks, 1902) — Isole Galapagos
- Metacyrba pictipes Banks, 1903 — Hispaniola
- Metacyrba punctata (Peckham & Peckham, 1894) — dagli USA all'Ecuador
- Metacyrba taeniola (Hentz, 1846)[2] — USA, Messico
  - Metacyrba taeniola similis Banks, 1904 — USA, Messico
- Metacyrba venusta (Chickering, 1946) — dal Messico al Venezuela

### Specie trasferite
- Metacyrba arizonensis Barnes, 1958; trasferita al genere Platycryptus Hill, 1979[1].
- Metacyrba californica (Peckham & Peckham, 1888); trasferita al genere Platycryptus Hill, 1979[1].
- Metacyrba nigrosecta (Mello-Leitão, 1945); trasferita al genere Balmaceda Peckham & Peckham, 1894[1].
- Metacyrba undata (De Geer, 1778); trasferita al genere Platycryptus Hill, 1979[1].